# Arne Nyberg
Arne Nyberg (Säffle, Suecia; 20 de Junio de 1913 – Estocolmo, Suecia; 12 de agosto de 1970) fue un futbolista sueco que jugaba en la posición de delantero.

## Carrera

### Club
Inició su carrera en el equipo de la ciudad, el SK Sifhälla, en 1930 y en 1932 fue traspasado al IFK Göteborg, con el que estuvo hasta su retiro en 1950 en donde anotó 148 en 432 partidos, ganó dos títulos de la Allsvenskan y la medalla de oro de la liga en 1938. Su hijo Ralf también jugó para el club.

### Selección
Con Suecia jugó 31 partidos y anotó 18 goles entre 1935 y 1946, incluyendo la participación en la Copa Mundial de Fútbol de 1938 donde anotó tres goles en tres partidos.

## Retiro
Tras el retiro continuó vinculado al IFK Göteborg y falleció en agosto de 1970 en Estocolmo.

## Logros
- Allsvenskan (2): 1934/35, 1941/42
- Medalla de Oro de la Allsvenskan en 1938